# Daan Schuurmans
Daan Schuurmans, de son vrai nom Däniel Adrianus Augustinus Schuurmans, né le 24 janvier 1972 à Rotterdam, est un acteur et chanteur néerlandais.

## Biographie
Après ses études à l'académie de théâtre de Maastricht , Daan Schuurmans a joué dans de nombreux longs métrages, dont Polleke , Alles is Liefde , Debrief voor de koning , Retour sur la côte et plus récemment dans De bende van Oss et Mannenharten.
À la télévision, il était principalement connu pour son rôle dans la série Westenwind et en tant que Michael Bellicher dans la mini-série Bellicher. Pour son interprétation de Bernhard zur Lippe-Biesterfeld dans la mini-série Bernhard, son rôle de fils d'Annie MG Schmidt dans la série dramatique Annie MG, il a reçu en 2011 un prix image et son.
En plus de son travail au cinéma, Daan Schuurmans joue également régulièrement.
En 2012, il interprète Edmund dans Le Roi Lear de Shakespeare et Arend dans Gisbert d'Amstel (nl) de Gijsbrecht van Amstel.
En février 2003, il était au Festival du film de Berlin où il a reçu le prix Icarus de Dennis Hopper.
En 2012, il réalise un épisode de Van God Los.
En 2014, il a joué le rôle principal du riche charmeur Valentijn Rixtus Bentinck dans les séries policières Lord and Master.

## Vie privée
Depuis 2011, Daan Schuurmans est marié avec l'actrice néerlandaise, Bracha van Doesburgh. De cette union naît 3 enfants, 1 fille prénommée Sophia et des jumeaux prénommés Kees et Boris.

## Filmographie

### Cinéma
- 1999 : The Delivery de Roel Reiné[2]
- 2001 : Costa! de Johan Nijenhuis[3]
- 2002 : Croisière au clair de lune de Johan Nijenhuis[4]
- 2003 : Pipo en de p-p-Parelridder de Martin Lagestee : Parelridder Didero von Donderstein[5]
- 2003 : Polleke de Ineke Houtman[6]
- 2003 : Phileine Says Sorry de Robert Jan Westdijk : Dylan[7]
- 2005 : Still World de Elbert van Strien : Max
- 2005 : Gigolo malgré lui de Mike Bigelow : Zucchini Gigolo
- 2005 : Bonkers de Martin Koolhoven : Cees[8]
- 2007 : Love is all de Joram Lürsen[9]
- 2008 : Les Chevaliers du Roi de Pieter Verhoeff : Gray Knight Bendoe
- 2010 : Le petit Magicien de Joram Lürsen[10]
- 2010 : Tulpen aus Amsterdam de Ilse Hofmann[11]
- 2010 : The Magicians de Joram Lürsen : Hans Smid[12]
- 2010 : Secret Letters de Simone van Dusseldorp : Vader Eva[13]
- 2011 : The Gang Of Oss de André van Duren : Wachtmeester Roelofse[14]
- 2013 : Finn de Frans Weisz : Father[15]
- 2013 : The Dinner de Menno Meyjes : Serge[16]
- 2015 : Silent Fear de Menno Meyjes[17]
- 2016 : De Held de Menno Meyjes : Anton[18]
- 2016 : Soof 2 de Esmé Lammers : Dierenarts Thomas[19]
- 2017 : High Five de Frank Lammers et Jip Samhoud[20]
- 2019 : Adults in the Room de Costa-Gavras

### Séries télévisées
- 1996-1997 : Fort Alpha[21]
- 1999 : Westenwind[22]
- 2001-2006 : Rozengeur & Wodka Lime[23]
- 2005-2008 : Keyzer en de Boer Advocaten de Ruud van Megen[24]
- 2010 : Annie MG[25]
- 2010 : Bernhard, schavuit van Oranje[26]
- 2014-2016 : Heer & Meester[27]
- Depuis 2014 : New Neighbours
- Depuis 2018 : Mocro Maffia

## Discographie

### Single
- Denk aan mij, (sorti le 19 octobre 2002)